# Сафронов, Александр Александрович (хоккеист)
Александр Александрович Сафронов (род. 1941) — советский хоккеист, нападающий. Мастер спорта СССР (лишён звания в ноябре 1963 года).

## Биография
Победитель (1959) и серебряный призёр (1960) молодёжного первенства СССР в составе ЦСКА. Провёл за команду несколько матчей в чемпионате СССР в сезонах 1959/60 и 1960/61.
В дальнейшем играл в чемпионате за команды СКА Калинин (1960/61 — 1963/64), «Локомотив» Москва (1963/64 — 1969/70), в первой лиге за «Динамо» Рига (1970/71 — 1971/72), во второй лиге за «Станкостроитель» Рязань (1973/74).